# NGC 3258
NGC 3258 је елиптична галаксија у сазвежђу Шмрк (Пумпа) која се налази на NGC листи објеката дубоког неба.
Деклинација објекта је - 35° 36' 18" а ректасцензија 10h 28m 53,4s. Привидна величина (магнитуда) објекта NGC 3258 износи 11,5 а фотографска магнитуда 12,5. Налази се на удаљености од 41,833 милиона парсека од Сунца. NGC 3258 је још познат и под ознакама ESO 375-37, MCG -6-23-32, PGC 30859.